# Projekt 1259
Projekt 1259 (v kódu NATO třída Olya) je třída malých pobřežních minolovek sovětského námořnictva z doby studené války. Celkem bylo postaveno 11 jednotek této třídy: sedm jako základní projekt 1259 Malachit a zbývající čtyři jako projekt 1259.2 Malachit 2. Jediným zahraničním uživatelem třídy je Bulharsko, které v letech 1988–1996 získalo šest jednotek (dvě 1259 a čtyři 1259.2).

## Stavba
Minolovky této třídy byly pro sovětské námořnictvo stavěny v letech 1975–1976.

## Konstrukce
Výzbroj projektu 1259 tvoří jeden 25mm dvojkanón 2M-3M, zatímco u projektu 1259.2 to je jeden 12,7mm dvojkulomet Utes-M. Pohonný systém tvoří dva diesely 3D6SN-235. Nejvyšší rychlost dosahuje 12 uzlů.

## Uživatelé
Bulharsko
- Bulharské námořnictvo

 Rusko
- Ruské námořnictvo

 Sovětský svaz
- Sovětské námořnictvo